# 파라마운트 밴티지
파라마운트 밴티지(Paramount Vantage)는 파라마운트 픽처스에 속한 자회사이다. 초반에는 파라마운트 클래식(Paramount Classic)였으나 2006년에 지금의 이름으로 변경되었고 모회사보다 더 예술적인 작품의 제작/배급을 했지만 2013년에 폐쇄 되었다.

## 주요 작품 목록

### 2000년
- 패션 오브 마인드 (레이크쇼어 엔터테인먼트, 브에나 비스타 인터내셔널, 파라마운트 클래식 제공, 레이크쇼어 엔터테인먼트 제작)

### 2001년
- 기프트 (2000년 영화) (레이크쇼어 엔터테인먼트, 파라마운트 클래식 제공, 레이크쇼어 엔터테인먼트,Alphaville Films 제작)
- 유 캔 카운트 온 미 (파라마운트 클래식 제공, Hart-Sharp Entertainment 공동제공, Cappa Production,Crush Entertainment 제작)

### 2004년
- 마이 퍼스트 미스터 (파라마운트 클래식 제공, Total Film Group 공동제공, Film Roman Productions 제작)

### 2006년
- 불편한 진실 (파라마운트 클래식,Participant Productions 제공, Lawrence Bender Productions,Laurie Lennard 제작)

### 2007년
- 나누와 실라의 대모험 (파라마운트 클래식 제공, 내셔널 지오그래픽 필름스 제작)
- 어사일럼 (파라마운트 클래식,Seven Arts Pictures 제공, Seven Arts Pictures,Samson Films 제작)

### 2008년
- 연을 쫓는 아이 (영화) (드림웍스 제공, 파라마운트 클래식 배급, Sidney Kimmel Entertainment,Participant Productions 제작)
- 샤인 어 라이트 (영화) (파라마운트 클래식 제공, Concert Productions International,Shangri-La Entertainment 공동제공, Fortmossimo films 제작)

- 노인을 위한 나라는 없다 (영화) (파라마운트 밴티지, 미라맥스 제공, Scott Rudin Productions,Mike Zoss Productions 제작)
- 데어 윌 비 블러드 (미라맥스, 파라마운트 밴티지 제공, Joanne Sellar,Ghoulardi Film Company 제작)
- 디 아이 (2008년 영화) (라이언스 게이트, 파라마운트 밴티지 제공, 크루즈/와그너 프로덕션스,라이언스 게이트 제작)
- 공작부인: 세기의 스캔들 (파라마운트 밴티지,BBC Films 제공, 파테 (기업) 공동제공, Magnolia Mae Films,Qwerty Films 제작)

### 2009년
- 디파이언스 (파라마운트 밴티지 제공, Grosvenor Park Productions,The Bedford Falls Company 제작)
- 레볼루셔너리 로드 (드림웍스 제공, 파라마운트 밴티지 배급, BBC Films,Gold crest Pictures 공동제공, BBC Films,Evamere Entertainment,Neal Street Productions 제작)
- 나의 판타스틱 데뷔작 (파라마운트 밴티지,Celluloid Dreams Productions 제공, Good Film Productions,Soficinéma 2 & 3 공동제공, Hammer & Tongs Productions 제작, Arte France Cinéma,Network Movie 공동제작)

## 같이 보기
- 파라마운트 픽처스
- 미라맥스